# نگهداری پایدار
در تاریخ مسئله نگهداری، نگهداری پایدار ایده‌ای است که طبق آن نگهداری مزایای محیط زیستی محسوسی دارد بر این اساس که مقاوم‌ترین ساختمان آن ساختمانی است که ساخته شده باشد. ساختمان‌های تاریخی می‌توانند در مقایسه با ساختمان‌های جدید، با محل غالباً مرکزی شان، مصالح ساختمانی باستانی و خصوصیات منحصر بفرد استادکاری، دارای مزیت‌های بیشتری باشند. بحث کردن راجع به این ارتباطات حداقل تا حدی به دلیل رشد سریع جنبش خانه سازی سبز با تاکیدش بر روی ساخت و ساز جدید می‌باشد. نگهداری پایدار، بسیاری از اصول مشابهش را وامدار حوزه‌های دیگر است، هرچندکه این جنبش به دلیل تاکیدش بر روی ساختمان‌های قدیمی تر در مقایسه با ساخت و ساز جدید، منحصر بفرد می‌باشد. همچنین اصطلاح نگهداری پایدار برای ارجاع دادن به نگهداری میراث جهانی، زمین‌های باستانی و تاریخی، از طریق خلق تجارت‌های از لحاظ اقتصادی پایدار که حامی چنین نگهداری ای می‌باشد، مانند ابتکار نگهداری پایدار و صندوق میراث جهانی، مورد استفاده قرار گرفته‌است.

## تاریخچه
شورای ساختمان‌سازی سبز ایالات متحده از زمان بنیان‌گذاری اش در سال ۱۹۹۳، ابتکارات پایدار را در معرض عموم قرار داده است. تاییدیه آن‌ها در مورد رهبری در انرژی و طراحی زیست‌محیطی به متخصصان اجازه می‌داد تا تخصص شان را در زمینه ساختمان‌سازی سبز گسترش دهند. سیستم رتبه‌بندی ساختمان‌سازی سبزِ این مؤسسه همراه با قواعد آن در سال ۲۰۰۰ بنیان نهاده شد.
انجمن حفاظت از فناوری بین‌المللی در سال ۲۰۰۴ یک کمیته نگهداری پایدار را تشکیل داد تا حوزه‌ای را برای برای بحث و گفتگو ایجاد کرده و در مورد نگهداری سازه‌های تاریخی شروع به آموزش دادن بکند. در همان گفتگوهای اولیه در سال ۲۰۰۵ یک کارگروه در هالفاکس برگزار گردید. این کارگروه، با یک کارگروه دیگر در مورد «ساخت و ساز سبز و راهبری در انرژی و طراحی محیط زیست» در نوامبر سال ۲۰۰۶، دنبال گردید. کنفرانس سالانه انجمن حفاظت از فناوری بین‌المللی در مونترال از ۲۲ تا ۲۶ اکتبر سال ۲۰۰۸ نیز به دستاوردی مشابه در زمینه نگهداری پایدار میراث رسید.
اعتماد ملی برای نگهداری تاریخی همچنین شامل چندین مبحث اعتمادی دیگر می‌باشد که باید مد نظر قرار گیرد. بیانیه موقعیت اعتماد راجع به نگهداری به شرح زیر می‌باشد:
نگهداری تاریخی می‌تواند – و باید – عنصری مهم از هر تلاشی برای ترویج گسترش نگهداری باشد. محافظت و گسترش منابع موجود ساخت و ساز ما، مانند استفاده مجدد از ساختمان‌های تاریخی و قدیمی، سبز سازی روندهای ساختمان‌سازی کنونی، و سرمایه‌گذاری مجدد در انجمن‌های قدیمی تر و تاریخی، برای مقابله با تغییر آب و هوایی بسیار مهم می‌باشند.
رئیس انجمن اعتماد ملی، ریچارد مو، در بیستم نوامبر ۲۰۰۸، شورای ساختمان‌سازی سبز ایالات متحده را مورد خطاب قرار داد. سخنرانی او چندین اصل را برای ایجاد یک زمینه عمومی بنیان نهاد:
۱. ترویج فرهنگ استفاده مجدد
۲. سرمایه‌گذاری مجدد در مقیاس اجتماعی
۳. ارزش نهادن به آموزش‌های انجمن‌ها و شوراهای مربوط به ساختمان‌های باستانی
۴. استفاده از مزایای اقتصادی استفاده مجدد، سرمایه‌گذاری مجدد و بِروز نمودن
۵. تصور دوباره سیاست‌ها و اقدامات نگهداری تاریخی همانگونه که آن‌ها هم دغدغه نگهداری را داشته‌اند
۶. دست زدن به اقدام سریع و قطعی
بنیاد کِرِسًگ از سال ۲۰۰۶ تا ۲۹ می ۲۰۰۹، یک ابتکار ساختمان‌سازی سبز را بنیاد نهاد. این ابتکار کمک‌های مالی ای را برای سازمان‌های غیردولتی فراهم نمود که در پی ایجاد ساختمان‌سازی سبز بودند. این بنیاد همچنین اراده خود را به منظور ابتکارات نگهداری از طریق ساختِ یک اداره مرکزی سبز در تروی، میشیگان، آشکار ساخت. این ساختمان در برگیرنده یک ساختمان تاریخی به سبک ساخت و ساز جدید در محوطه نیز بود. این تأسیسات در سال ۲۰۰۶ کامل گردیده و در سال ۲۰۰۸ درجه سطح پلاتین را از شورای ساختمان‌سازی سبز ایالات متحده اخذ نمود.